# Adonisea patagonica
Adonisea patagonica är en fjärilsart som beskrevs av Berg 1875. Adonisea patagonica ingår i släktet Adonisea och familjen nattflyn. Inga underarter finns listade i Catalogue of Life.